# Duplachionaspis cryptoloba
Duplachionaspis cryptoloba är en insektsart som beskrevs av Abraham Munting 1977. Duplachionaspis cryptoloba ingår i släktet Duplachionaspis och familjen pansarsköldlöss. Inga underarter finns listade i Catalogue of Life.